# Пэ Икхван
Пэ Икхван (кор. 배익환;  19 ноября 1956, Сеул — 24 июля 2014, Блумингтон, Индиана) — южнокорейский скрипач.

## Биография
Дебютировал с Сеульским филармоническим оркестром в возрасте 12 лет. Закончил в Нью-Йорке Высшую школу исполнительского искусства Фиорелло Ла-Гуардиа (1976). Параллельно занимался у Ивана Галамяна в подготовительном классе Джульярдской школы, которую затем окончил. Участвовал в крупнейших мировых фестивалях камерной музыки. Художественный руководитель нью-йоркского камерного ансамбля  Bargemusic  (1981-1995).  Концертмейстер южнокорейского Hwaum Chamber Orchestra.
Входил в жюри Мюнхенского международного музыкального конкурса, Международного скрипичного конкурса имени Карла Нильсена  (Дания), Международного скрипичного фестиваля имени Б. Бриттена (Великобритания), конкурса имени Яна Сибелиуса (Финляндия), Международного скрипичного конкурса имени Давида Ойстраха (Россия).

## Репертуар
Исполнял произведения Баха, Моцарта, Брамса, Танеева и др.

## Педагогическая деятельность
Преподавал в Консерватории Пибоди, Манхэттенской музыкальной школе, Корейском национальном институте искусств, на факультете музыки Индианского университета (1999—2014).

## Признание
Премия ARD International Music Competition в Мюнхене (1984). Вторая премия на Конкурсе имени королевы Елизаветы  в Брюсселе (1985).  Получил грант солиста от Национального фонда искусства США (1986).